# Arne Halse
Arne Halse (Kristiansund, 20 ottobre 1887 – Trondheim, 3 luglio 1975) è stato un giavellottista e pesista norvegese.

## Biografia
Prese parte ai Giochi olimpici intermedi nel 1906, piazzandosi settimo nel lancio del giavellotto. Due anni dopo, ai Giochi olimpici di Londra, conquistò la medaglia d'argento nel lancio del giavellotto e il bronzo nel lancio del giavellotto stile libero.
Nel 1912 partecipò alle Olimpiadi di Stoccolma, arrivando quinto nel lancio del giavellotto a due mani e settimo nel lancio del giavellotto.
A livello nazionale, fu campione norvegese di lancio del giavellotto tra il 1905 e il 1907 e nel 1909. Conquistò il medesimo titolo nel getto del peso nel 1906, 1907 e 1909.

## Palmarès
| Anno | Manifestazione            | Sede      | Evento                              | Risultato | Prestazione                 | Note |
| ---- | ------------------------- | --------- | ----------------------------------- | --------- | --------------------------- | ---- |
| 1906 | Giochi olimpici intermedi | Atene     | Lancio del giavellotto stile libero | 7º        | 43,600                      |      |
| 1908 | Giochi olimpici           | Londra    | Getto del peso                      | n/d       | n/d                         |      |
| 1908 | Giochi olimpici           | Londra    | Lancio del giavellotto              | Argento   | 50,57 m                     |      |
| 1908 | Giochi olimpici           | Londra    | Lancio del giavellotto stile libero | Bronzo    | 49,73 m                     |      |
| 1912 | Giochi olimpici           | Stoccolma | Lancio del giavellotto              | 7º        | 51,98                       |      |
| 1912 | Giochi olimpici           | Stoccolma | Lancio del giavellotto a due mani   | 5º        | 96,92 m (55,05 m + 41,87 m) |      |